# San Teodoro (Sardinien)
 For alternative betydninger, se San Teodoro. (Se også artikler, som begynder med San Teodoro)
San Teodoro (sardisk: Santu Diadòru, Santu Tiadòru) er en by og en kommune (comune) i provinsen Sassari i regionen Sardinien i Italien. Byen ligger i 15 meters højde og har 4.937 indbyggere (2016). Kommunen har et areal på 107,60 km² og grænser til kommunerne Budoni, Loiri Porto San Paolo, Padru og Torpè.